# Phyllopertha humeralis
Phyllopertha humeralis är en skalbaggsart som beskrevs av Leon Fairmaire 1887. Phyllopertha humeralis ingår i släktet Phyllopertha och familjen Rutelidae. Inga underarter finns listade i Catalogue of Life.